# Atraco a las tres
Atraco a las tres es una película española dirigida por José María Forqué en 1962. Es una película mítica del cine español, en la que con suma maestría José María Forqué consigue sortear la censura de la época, presentando una crítica mordaz a la sociedad española del momento, sus carencias, miserias y jerarquización, envuelta en humor negro y con un desenlace dulzón e ingenuo, muy al gusto de la época.

## Argumento
Fernando Galindo, el cajero de un banco, consigue convencer a sus compañeros de trabajo para desvalijar su propia sucursal fingiendo un atraco tras el despido de don Felipe, su estimado director, y para resarcirse de sus sueldos miserables y malas condiciones laborales. Preparan el atraco minuciosamente durante días al estilo de las películas del cine negro, pero finalmente el plan se frustra porque el día elegido para el simulacro de atraco se presentan unos atracadores de verdad, que habían recibido el soplo de Katia Durán, una vedete de la que Galindo se ha enamorado y a la que había confesado sus intenciones.

## Reparto
- José Luis López Vázquez interpreta a Fernando Galindo.
- Cassen interpreta a Martínez, el conserje.
- Gracita Morales interpreta a Enriqueta.
- Katia Loritz interpreta a Katia Durán.
- Manuel Alexandre interpreta a Benítez.
- Agustín González interpreta a Cordero.
- Manuel Díaz González interpreta a don Prudencio, el nuevo interventor del banco.[2]
- José Orjas interpreta a don Felipe, el antiguo interventor del banco.
- Alfredo Landa interpreta a Castrillo.
- Rafaela Aparicio
- Lola Gaos
- Alberto Berco
- Rufino Inglés
- Juan Cazalilla

## Producción
Pedro Masó se había fijado siempre en el cine italiano para realizar sus películas, y decidió utilizar la parodia de Rififí, de Jules Dassin, titulada Rufufú da el golpe, que dirigió Mario Monicelli, para escribir la historia, pensando que la historia podía tener otra «vuelta de tuerca». Tardó en escribir el libreto de 120 páginas 9 días durante la madrugada. Tras hacerlo, para que la historia tuviese sentido, decidió contar con sus colaboradores habituales, Vicente Coello y Rafael J. Salvia. Como director, Masó decidió contratar a José María Forqué quien tuvo que incorporarse a última hora, ya que por aquel entonces tenían muchos proyectos.
Para el papel de Castrillo, tanto Forqué como Masó habían querido que lo hiciera Manolo Gómez Bur, sin embargo el actor no pudo hacerlo al comprometerse con otra película. Entonces vieron una comedia de Javier Poncela donde actuaba Alfredo Landa y decidieron contratarle. Para el resto de papeles contrataron a actores jóvenes como Agustín González, Gracita Morales y Manuel Alexandre, dando el papel más importante a José Luis López Vázquez, al ser un actor ya consagrado.
A la hora de comercializarla, a los distribuidores «no les gustó absolutamente nada, les pareció una broma tonta». Por ello su director se marchó desilusionado a París, donde leyó en el ABC que la película había sido un éxito en taquilla. Para el cartel de la película se contrató como diseñador a Francisco Fernández Zarza.
Los exteriores del banco están rodados en la calle Marcelo Usera y el banco se sitúa en la esquina con la calle Pilarica.

## Recepción
A pesar de ser un éxito en taquilla en su momento, está mejor valorada en la actualidad que por la crítica de la época. Aunque la crítica del momento la valoró positivamente, con Florentino Soria diciendo que «la parodia discurre por cauces tan sorprendentes como divertidos sin que falte una crítica condescendiente y cierto leve tono patético que envuelve el disparate», la críticas actuales valoran la película como una película emblemática de la mejor comedia española; el crítico de El País Diego Galán valoró la película como una de las comedias españolas mejor cuadradas debido al alto nivel de sus intérpretes y su modesta propuesta que tuvo fáciles resultados.

## Productos derivados de la película
Además de ser adaptada al teatro, el 20 de junio de 2003 se estrenó la adaptación de la película titulada Atraco a las tres... y media, que contó como protagonistas a Iñaki Miramón, Josema Yuste y Elsa Pataky.

## Localizaciones
El director, José María Forqué, elige como exteriores de la oficina bancaria, un local situado en una de las calles principales del distrito, la de Marcelo Usera en la confluencia con la calle Pilarica en Madrid. Hacia allí vemos como se incorporan al trabajo los empleados, andando o en moto Vespa, como Martínez (Cassen). 
Pero, también, en la parte final de la cinta, se aprecian estos mismo exteriores, cuando el director de la entidad bancaria, que llega en coche con chófer, es recibido por Martínez y, posteriormente, es despedido por Fernando Galindo (José Luis López Vázquez) y el resto de los empleados (Calle Marcelo Usera, 47).
Actualmente, el local se encuentra en alquiler, tras desempeñar su función como oficina bancaria de distintas entidades.
En la vida real, sí sucedió un atraco en 2013, en la oficina bancaria de enfrente, por medio del butrón y que inspiró a otra película documental, titulada "Apuntes para una película de atracos", de Elías León Siminiani
- Datos: Q3572392